# جيمي جونز (لاعب كرة قاعدة)
جيمي جونز (بالإنجليزية: Jimmy Jones)‏ هو لاعب كرة قاعدة أمريكي، ولد في 20 أبريل 1964 في دالاس في الولايات المتحدة.

## وصلات خارجية
- جيمي جونز على موقع الدوري الياباني لكرة القاعدة (الإنجليزية)
- جيمي جونز على موقعبيزبول رفرنس.كوم (الدوري الرئيسي) (الإنجليزية)
- جيمي جونز على موقعبيزبول رفرنس.كوم (الدوري الثانوي) (الإنجليزية)
- جيمي جونز على موقع مشجعي الرسوم البيانية (الإنجليزية)